# دهستان سخت‌سر
دهستان سخت سر، دهستانی است از توابع بخش مرکزی شهرستان رامسر در استان مازندران.

## جمعیت
جمعیت این دهستان بر اساس سرشماری مرکز آمار ایران در سال ۱۳۹۵ (۲۱۷۴ خانوار) ۶۴۶۲ نفر است.